# كارفاكس (شركة)
شركة كارفاكس (CARFAX، Inc) هي خدمة تجارية قائمة على الويب تقدم تقارير عن تاريخ المركبات للأفراد والشركات حول السيارات المستعملة والشاحنات الخفيفة للمستهلكين الأمريكيين والكنديين.

## تاريخ
في عام 1984 ، تم تأسيس شركة كارفاكس في كولومبيا ، ميسوري، بواسطة إوين بارنيت وروبرت دانيال كلارك. يقع المقر الرئيسي للشركة الآن في سنترفيل، فيرجينيا، مع تشغيل مركز بيانات في كولومبيا بولاية ميسوري. كان بارنيت يحاول في البداية مكافحة الاحتيال في عداد المسافات. من خلال العمل عن كثب مع جمعية تجار السيارات في ميسوري، في عام 1986 ، قدم الإصدار الأول من تقرير تاريخ السيارة كارفاكس إلى السوق. تم تطوير هذه التقارير بقاعدة بيانات تضم 10000 سجل وتم توزيعها عبر الفاكس. في ديسمبر 1996 ، تم إطلاق موقع الشركة على الإنترنت لتزويد المستهلكين بتقارير تاريخ السيارة نفسها المتاحة بالفعل للشركات. في خريف عام 1999 ، أصبحت كارفاكس شركة فرعية مملوكة بالكامل لشركة RL Polk &amp; Company. في عام 2013 ، استحوذت IHS على Polk و Carfax ، مما أضاف إلى عروضها الخاصة بالسيارات. في عام 2013، قدمت كارفاكس خدمة مجانية لمساعدة مالكي المركبات على صيانة سياراتهم جيداً والتي أطلق عليها اسم "myCARFAX". باستخدام هذه الخدمة، يمكن لمالكي السيارات تتبع سجل خدمتهم وتلقي تنبيهات الخدمة التلقائية وتلقي معلومات حول عمليات الاستدعاء المفتوحة التي تم الإبلاغ عنها لسيارتهم. في مارس 2016 ، قامت IHS بدمج نظائر متساوية مع Markit ، وفي يوليو من ذلك العام أصبحت IHS Markit. في 28 فبراير 2022 ، اندمجت IHS Markit مع S&P Global وأصبحت CARFAX علامة تجارية في وحدة أعمال S & B Global Mobility التي تم تشكيلها حديثاً.

## منتجات وخدمات
تقدم كارفاكس العديد من المنتجات والخدمات المجانية وتتقاضى رسوماً لتقارير أكثر شمولاً.

### المنتجات والخدمات المجانية
في عام 2013، أطلقت كارفاكس خدمة تسمى myCARFAX. توفر الخدمة وصولاً مجانياً إلى معلومات خدمة السيارة التي يتم إبلاغ الشركة بها وتنبيه المستخدمين للصيانة القادمة.
تقدم الشركة أربع خدمات لأبحاث المركبات، وهي: Lemon Check ، و Record Check ، و Recall Check ، و Problem Car.
توفر الشركة أيضًا تصنيفات أمان وموثوقية السيارات، والتي توفر الوصول إلى المراجعات والبيانات الأخرى من مصادر مثل الإدارة الوطنية لسلامة المرور على الطرق السريعة، ومعهد التأمين للسلامة على الطرق السريعة، و JD Power and Associates ، و IntelliChoice وغيرها.

### تقارير تاريخ السيارة
تقرير CARFAX لتاريخ السيارة هو المنتج الأساسي للشركة. حيث يقوم المستخدمين بشراء تقرير واحد أو إنشاء حساب لإنشاء تقارير متعددة لمركبات مختلفة، مما يسمح للمستهلكين باستخدام CARFAX على مدار فترة زمنية. بالإضافة إلى ذلك، يمكن للمشترين طلب تقارير CARFAX مجاناً من تجار السيارات الذين يقدمون خدمة CARFAX ، ويقدم بعض صانعي السيارات بشكل روتيني تقارير CARFAX كجزء من برامج السيارات المستعملة الخاصة بهم. 

### ماي كارفاكس
في أوائل عام 2012، أطلقت الشركة خدمة جديدة تستخدم معلومات الخدمة التي تم الإبلاغ عنها لشركة كارفاكس من أجل مساعدة مالكي المركبات في أشياء مثل تغيير زيت المحرك والصيانة الروتينية للمركبة. تم توسيع الخدمة لاحقاً لتشمل تنبيهات حول عمليات الاسترداد المفتوحة الصادرة عن الشركات المصنعة للسيارات.  وقد أطلق على هذه الخدمة اسم "myCARFAX".

### قوائم السيارات المستعملة
في أبريل 2014 ، قدمت كارفاكس خدمة مجانية أخرى تسمى CARFAX Used Car Listings (UCL). تمنح الخدمة الجديدة مشتري السيارات المستعملة القدرة على البحث عن السيارات المستعملة مع تاريخ الصنع والطراز والمركبة.